# Uspenskij-katedralen (Moskva)
 For alternative betydninger, se Uspenskijkatedralen. (Se også artikler, som begynder med Uspenskijkatedralen)
Uspenskij-katedralen (russisk: Успенский Собор; tr. Uspenskij Sobor), også oversat til Indsovningskatedralen, Himmelfartskatedralen eller Mariæ Himmelfart-katedralen, er en russisk-ortodoks kirke i Kreml i Moskva i Rusland. Kirkens navn kommer af det slaviske ord "uspenie", som betyder at "sove ind" (i betydningen at dø). Katedralen er helliget mindet om hændelsen, da Jomfru Maria sov ind og efterfølgende blev optaget i himlen.
Kirken blev opført i 1400-tallet for at fungere som centrum for den østlige ortodokse kirke, der netop var kommet under russisk beskyttelse. Kirken opførtes af den italienske arkitekt Aristotile Fioravanti på bestilling af storfyrst Ivan 3. af Moskva. Den var kroningskirke for de russiske tsarer og kejsere frem til den Russiske Revolution i 1917.